# Katarina Barley
Katarina Barley (Keulen, 19 november 1968) is een Duits-Britse politica namens de Sozialdemokratische Partei Deutschlands (SPD). Zij zetelt sinds 2 juli 2019 in het Europees Parlement en fungeert daarin als een van de vicevoorzitters.

## Biografie
Katarina Barley is de dochter van een Brits journalist (werkend voor de Deutsche Welle) en een Duitse arts. Ze werd juriste aan de Philipps-Universiteit Marburg en promoveerde tot doctor aan de Westfaalse Wilhelms-Universiteit met Bodo Pieroth als promotor. Enige tijd werkte ze als advocaat, vooraleer deel uit te maken van de juridische staf van de Landdag van Rijnland-Palts, en vervolgens door te groeien naar een staffunctie aan het Bundesverfassungsgericht. In 2013 werd ze een eerste maal verkozen als lid van de Bondsdag.
Op 2 juni 2017 werd Barley lid van de Bondsregering, het toenmalige kabinet-Merkel III. Ze volgde hierin haar partijgenoot Manuela Schwesig op als minister van Familie, Ouderen, Vrouwen en Jongeren. Tijdens de laatste maanden van dit kabinet, tussen september 2017 en maart 2018, fungeerde ze tevens als minister van Werk en Sociale Zaken, als opvolger van Andrea Nahles. In het kabinet-Merkel IV, dat aantrad op 14 maart 2018, werd Barley minister van Justitie en Consumentenbescherming. Ze behield deze functie tot juni 2019, toen ze de regering vroegtijdig verliet om namens de SPD zitting te nemen in het Europees Parlement. Barley werd hierin tevens vicevoorzitter.
- Gemeinsame Normdatei: 173276474
- Library of Congress Control Number: n2001112659
- Virtual International Authority File: 187721863
- WorldCat: E39PBJqVQWRr8MdXxFHdPBCRKd